# Association démocratique des amis de la Constitution

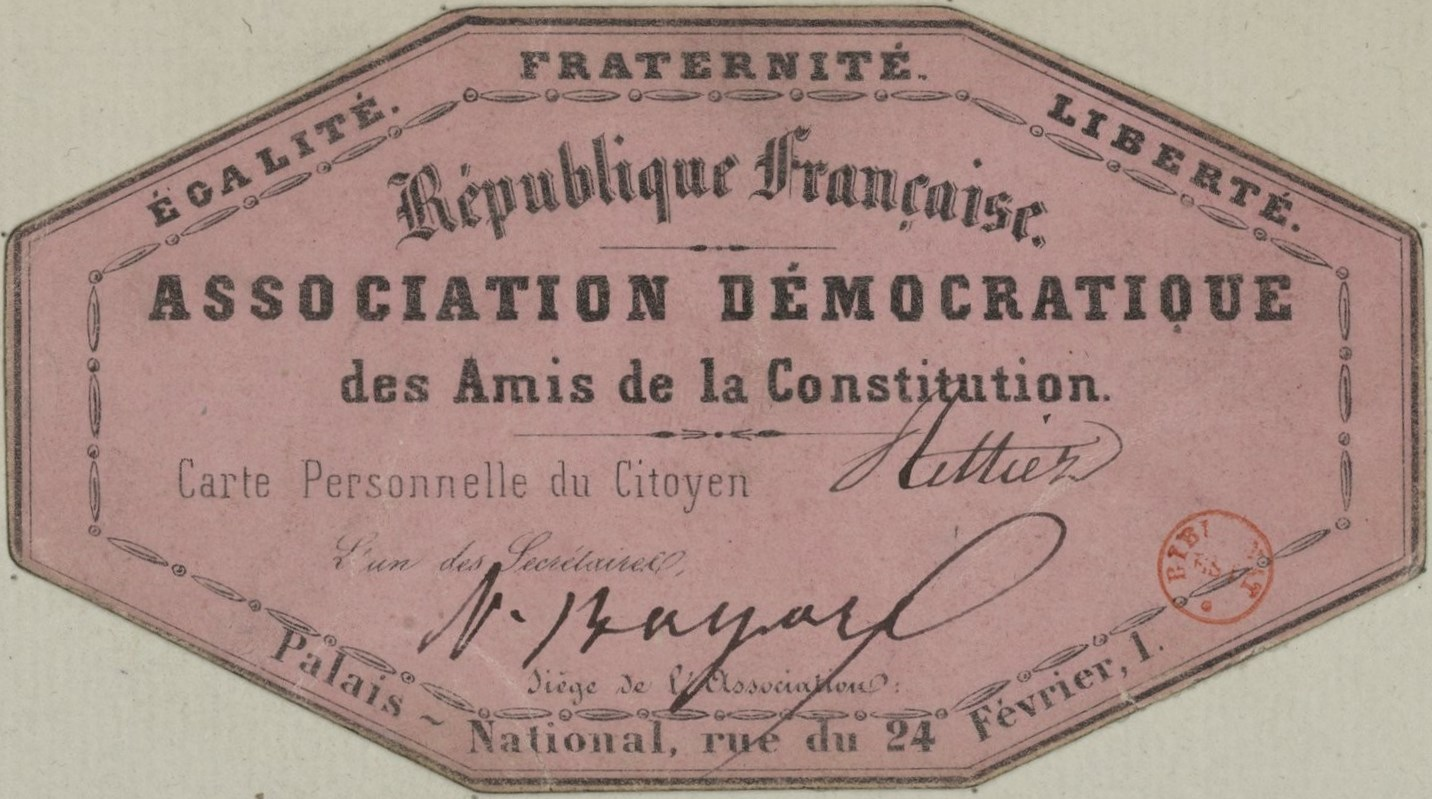
Carte de membre délivrée à l'avocat François Rittiez.

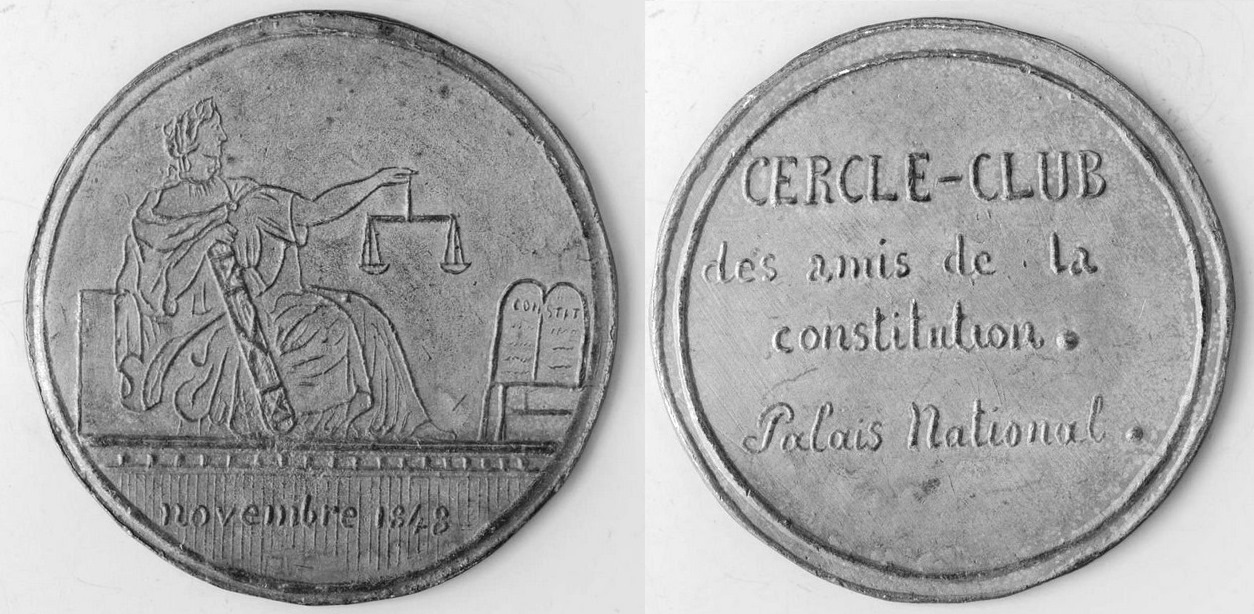
Médaille du « cercle-club » du Palais-National.

Ne pas confondre avec la Société des amis de la Constitution.
L'Association démocratique des amis de la Constitution est une formation politique républicaine active sous la Deuxième République française.

## Histoire

### En 1848

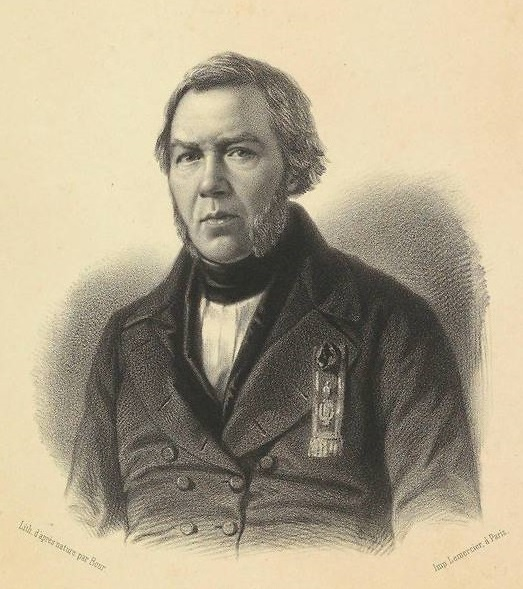
Philippe Buchez, président de l'association en 1848.

L'association est fondée en novembre 1848, au lendemain du vote de la Constitution. Si son but officiel est « de réunir en un centre d'action toutes les forces vives de la Démocratie, pour les faire concourir à la défense et au développement des institutions républicaines », elle semble surtout avoir vocation à coordonner les efforts des républicains modérés en vue de la candidature du général Cavaignac, alors président du conseil des ministres, à l'élection présidentielle du mois suivant. À cette fin, un comité électoral est formé au sein de l'association. Celle-ci apparaît donc comme une organisation concurrente de la Solidarité républicaine créée au début du même mois par les républicains démocrates-socialistes (ou « démoc-soc »).
L'association se présente sous la forme d'un cercle-club dont le siège est installé à Paris, au no 1 de la rue du 24 février (Palais-National). Ce local ayant été donné en location par le gouvernement, certains militants « démoc-soc », à l'exemple de Charles Delescluze, dénoncent ce traitement de faveur à l'égard des partisans de Cavaignac.
Présidée par Philippe Buchez, ancien président de l'Assemblée nationale, l'association compte de nombreux « représentants du peuple » (députés à la Constituante) parmi ses membres. Sa proximité avec deux grands journaux républicains modérés, Le National et Le Siècle, est manifestée par l'adhésion de leurs directeurs respectifs, Charles Thomas et Louis Perrée.
Dotée de moyens relativement importants (les membres fondateurs doivent verser 25 francs de droit d'admission ainsi qu'une cotisation mensuelle de 5 francs), l'association édite de nombreux prospectus, caricatures et circulaires électorales (notamment à destination des curés et des instituteurs) en faveur de Cavaignac. Ainsi, lorsqu'une plaquette due à l'initiative d'Émile de Girardin relaye une polémique parlementaire remettant en cause la conduite du général pendant les Journées de Juin, le club du Palais-National décide de riposter en diffusant à un million d'exemplaires le discours prononcé par Cavaignac le 25 novembre. Malgré ces efforts, les « Amis de la Constitution » ne parviennent pas à empêcher l'élection de Louis-Napoléon Bonaparte dès le premier tour.

### Après 1848
Après cette défaite, l'Association démocratique des amis de la Constitution perd une partie de ses membres et change de local. En 1849, elle s'installe au no 11 du passage Jouffroy (12, boulevard Montmartre) et continue ses activités électorales dans la perspective des élections législatives de mai. Celles-ci, favorables aux monarchistes, constituent un nouvel échec pour les républicains modérés, dépassés sur leur gauche par les démocrates-socialistes de la Montagne. Dans la Seine, où 28 sièges étaient à pourvoir, 18 des candidats patronnés par les « Amis de la Constitution » sont battus. Les dix élus de la liste ne sont pas les plus proches de la ligne de l'association. En effet, sept d'entre eux figuraient également sur la liste de l'« Union électorale », expression parisienne du parti de l'Ordre, tandis que les trois autres sont des « démoc-soc » (Ledru-Rollin, Boichot, Lagrange).
Face à la nouvelle majorité réactionnaire et à la répression du Printemps des peuples à l'étranger, des rapprochements entre les républicains « rouges » et les républicains constitutionnels semblent possibles. À cette époque où « Le National tourn[e] du rose au rouge », l'Association démocratique des amis de la Constitution publie une déclaration reconnaissant que « le temps des moyens termes et des hésitations est passé » et qu'il n'y a plus désormais que deux partis, « le parti de la révolution et le parti de la contre-révolution ».

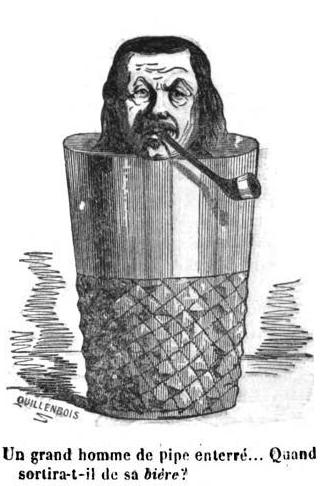
Caricature par Quillenbois de Ferdinand Flocon, président de l'association en 1850.

À l'instar des « démoc-soc », les membres de l'association protestent contre l'envoi, contraire à la Constitution, d'une expédition militaire contre les républicains romains. Son bureau, réuni le 9 juin, publie ainsi un appel à manifester pour « la sainte cause des nationalités ». Le 12, quatre de ses membres assistent à une réunion présidée par Ledru-Rollin au siège de La Démocratie pacifique, rue de Beaune. Le lendemain a lieu la grande démonstration : si certains membres de l'association (comme le colonel Mouton, vice-président) défilent au sein du cortège, un groupe plus nombreux d'entre eux encourage les manifestants depuis leur balcon du passage Jouffroy. Confrontée aux troupes du général Changarnier, la manifestation dégénère en une tentative révolutionnaire facilement réprimée par le pouvoir : cette Journée du 13 juin 1849 voit l'arrestation des leaders de la Montagne, traduits devant la Haute Cour de justice de Versailles. Le local des Amis de la Constitution est investi, fouillé et fermé. L'un des secrétaires, A. Laffont, est même arrêté. Cependant, les membres du bureau seront relativement épargnés par les poursuites, peut-être par ce que l'un d'eux n'est autre que l'ancien précepteur du président de la République, Philippe Le Bas.
L'association ne disparaît pas. Quelques semaines plus tard, en vue des élections législatives complémentaires du 8 juillet, elle participe à une liste d'union avec les comités et journaux démocrates-socialistes. Malgré l'échec total de cette tentative, l'association réitère son offre de fusion (« indispensable au Salut de la République ») pour de nouvelles élections complémentaires qui doivent avoir lieu le 10 mars 1850, mais les « rouges » se montrent plus que réticents à l'encontre de ces républicains bourgeois. Soucieuse de ne pas diviser les voix républicaines, l'association appuie les choix du comité central « démoc-soc », facilitant ainsi l'élection de ses trois candidats, De Flotte, Vidal et Carnot, le choix de ce dernier apparaissant comme une concession à l'égard des « Amis de la Constitution ». Vidal, également élu dans le Bas-Rhin, opte pour ce département, ce qui provoque une nouvelle élection dans la Seine le 28 avril. Alors présidée par Ferdinand Flocon, l'association soutient à nouveau sans réserve le candidat « démoc-soc ». Eugène Sue est ainsi élu après avoir battu le candidat du parti de l'Ordre, Alexandre Leclerc. Épouvantée par cette victoire de la gauche, la majorité parlementaire prépare une loi (future loi du 31 mai 1850) destinée à restreindre le suffrage universel. Opposée à cette mesure, l'association lance une pétition le 13 mai. Deux adjoints d'arrondissement l'ayant signé sont révoqués dès le lendemain par décret du gouvernement.
Au début de cette même année 1850, certains membres de l'association ont commencé à collaborer à une nouvelle revue, Le Progrès.
Le 24 février 1851, les « Amis de la Constitution » célèbrent encore l'anniversaire de la Révolution de 1848, dans un local du Faubourg Poissonnière et sous la présidence d'Henri Martin. Ils fondent leurs espoirs dans la prochaine élection présidentielle, prévue pour le 9 mai 1852, à laquelle une partie de la gauche compte présenter la candidature de Carnot.
En guise de protestation contre la première application de la loi du 31 mai 1850, l'association prône l'abstention à l'élection législative partielle du 30 novembre 1851, ce qui facilite la victoire du conservateur Devinck. Quelques jours plus tard, le coup d’État du 2 décembre suspend les libertés et sonne le glas de la Constitution de 1848 : c'est la fin de l'association.
Près de trente ans plus tard, à l'occasion d'une visite présidentielle à Lisieux, le sous-préfet présente à Jules Grévy un fonctionnaire municipal « heureux de saluer en lui un ancien membre des Amis de la Constitution de 1848 ». Grévy lui répond : « Merci de ce bon souvenir. La Constitution actuelle est la fille de celle de 1848, et, plus heureuse que sa mère, elle vivra ! »

## Membres notables (1848)
Sauf mention contraire, il s'agit de membres fondateurs listés dans la publication no 1 de l'association.
- Edmond Adam
- François Alem-Rousseau
- Agénor Altaroche
- Frédéric Arnaud de l'Ariège
- Auguste Avond
- Léonide Babaud-Laribière
- Marcel Barthe
- Pierre Antoine Baugier
- Edmond Baume
- César Bertholon
- Henri Bertrand
- Toussaint Bertrand
- Eugène Bethmont
- Jacques Alexandre Bixio
- Jean Marie Hercule Boissel
- Théodore-Jacques Bonvalet
- Francisque Bouvet
- Émile Brelay
- Philippe Buchez (président)
- Carlos-Forel
- Antoine de Carrion-Nizas
- Louis-Augustin-François Cauchois-Lemaire
- Théodore Charpentier
- Jean-Baptiste Adolphe Charras
- Gustave Chaudey
- Victor Chauffour
- Alexandre Chevallon
- Guillaume Conbrouse
- Claude Anthime Corbon
- Alphonse Cusin
- Pierre-Jean David d'Angers
- Henri Decaisne
- Frédéric Degeorge
- Joseph Degousée
- Ernest Desmarest (secrétaire)
- Eugène Despois
- Michel Martin Drolling
- René Dubail
- Jacques Dubochet
- Vincent Dubochet
- Gaspard Dubruel
- Jacques Charles Dupont de l'Eure
- Joseph Edmond Fayolle
- Alphonse Fleury
- Henri-Joseph de Forestier
- Jean-Baptiste Froussard
- Jules Grévy
- Lucien Guigues
- Joseph Guinard
- Sylvain Guizard
- Pierre-Jules Hetzel
- Charles Hingray
- Charles Jouaust
- Charles Kestner
- Jean-Pierre Labelonye (vice-président)
- Jean Frédéric Garnier de La Boissière
- Émile Labrousse
- Jean-Pierre Laissac
- Armand Pierre Landrin
- Jacques Séraphin Lanquetin (vice-président)
- Alexandre Laya
- Philippe Le Bas (vice-président)
- Alexandre-Joseph Legendre
- Edouard Martin de Strasbourg
- Henri Martin
- Jean Millard
- Auguste Monnin-Japy
- Véridique Najean
- Jean-Pierre Outin
- Louis Jean Pascal
- Émile Péan
- Théophile-Jules Pelouze
- Louis Perrée
- Henri Peupin
- Hippolyte Picas
- Jean-Alexandre Plocque
- Pierre-Philibert Pompée (secrétaire)
- Edgar Quinet
- Adrien Recurt
- Jules Renouvier
- Alexandre Rey
- Jules Richard
- François Rittiez
- Léon Rostan
- Bernard Sarrans
- Charles Sautayra
- Horace Say
- Hippolyte Souverain
- Augustin African Stourm
- Antony Thouret
- Ulysse Trélat
- Lucien Trinchan
- Léopold Turck
- Joseph Vautrain
- Louis Viardot
- François Walferdin